# Frierscenen
Frierscenen er en dansk stumfilm fra 1915 med instruktion og manuskript af Lau Lauritzen Sr..

## Handling
Denne artikel mangler et handlingsreferat. Hjælp os med at skrive det.

## Medvirkende
- Carl Alstrup - Carl Bussekist, digter
- Maja Bjerre-Lind - Frk. Prip, digterens husholderske
- Charles Willumsen - Svendsen, teaterdirektør
- Mathilde Felumb Friis